# Équipe d'Australie-Occidentale de cricket

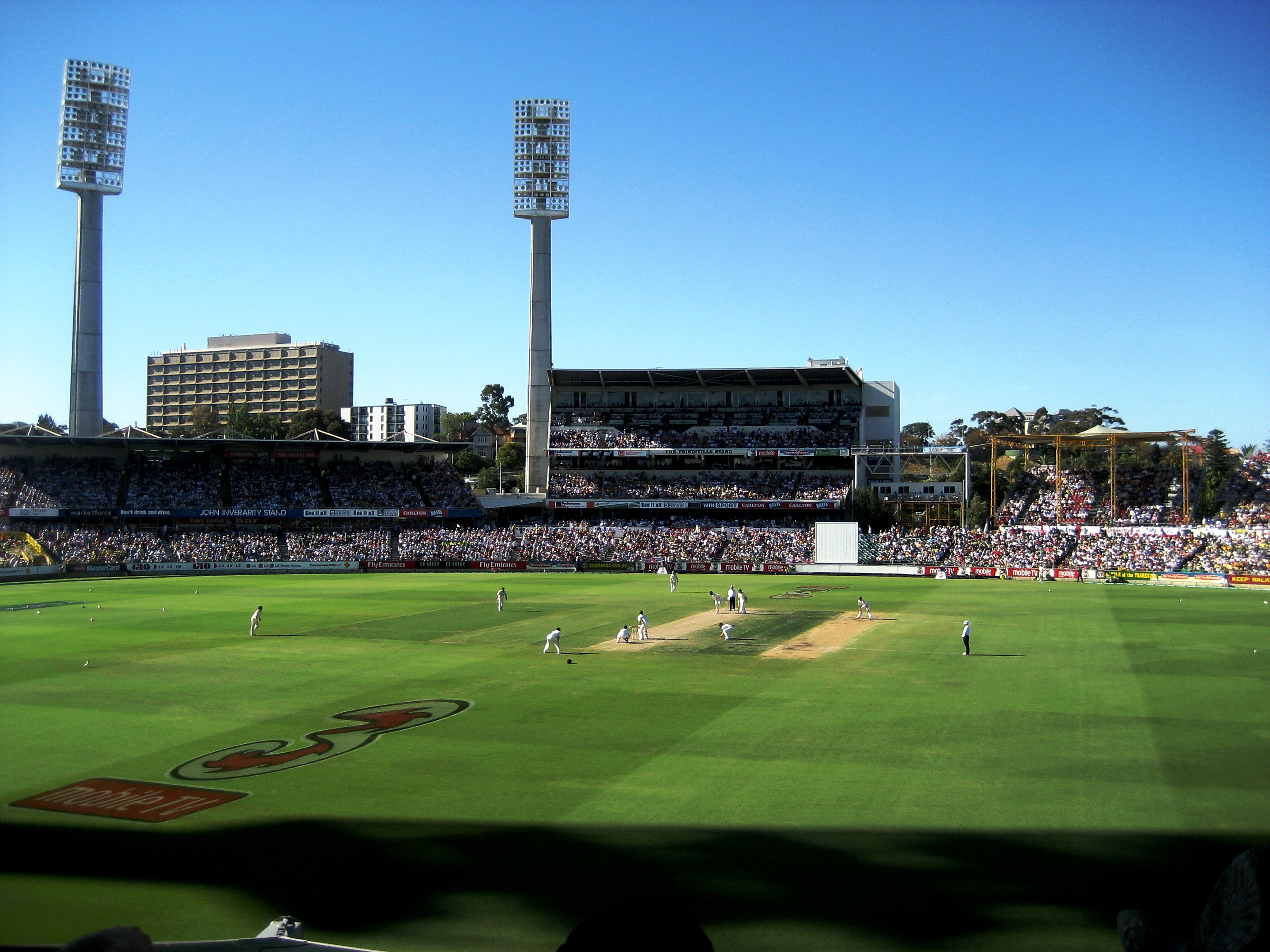
Match de cricket Angleterre-Australie décembre 2006, Perth.

Les Western Warriors sont l'équipe d'Australie-Occidentale de cricket. Ils représentent l'Australie-Occidentale dans les compétitions nationales australiennes de cricket. Cette équipe est la cinquième à rejoindre le Sheffield Shield, en 1947, et remporte le titre dès sa première saison. Les Warriors, qui jouent au WACA Ground, sont sous la responsabilité de la Western Australian Cricket Association (WACA), qui gère le cricket dans l'état.

## Palmarès
- Sheffield Shield (15) : 1947-48, 1967-68, 1971-72, 1972-73, 1974-75, 1976-77, 1977-78, 1980-81, 1983-84, 1986-87, 1987-88, 1988-89, 1991-92, 1997-98, 1998-99[1].
- Ford Ranger One Day Cup et prédécesseurs (11) : 1970-1971, 1973-1974, 1976-1977, 1977-1978, 1982-1983, 1985-1986, 1989-1990, 1990-1991, 1996-1997, 1999-2000, 2003-2004[2].
- Twenty20 Big Bash : aucun.